# Fabrizio Gallo
Fabrizio Gallo (... – Nola, 5 novembre 1614) è stato un vescovo cattolico italiano.

## Biografia
Il 1º luglio 1585 Fabrizio Gallo fu nominato vescovo di Nola da papa Sisto V e il 21 settembre dello stesso anno fu consacrato dal cardinale Giulio Antonio Santori, insieme ai co-consacranti Angelo di Cipro e Marco Antonio del Tufo. Mantenne tale carica fino alla morte, che lo colse il 5 novembre 1614.

## Genealogia episcopale
La genealogia episcopale è:
- Cardinale Scipione Rebiba
- Cardinale Giulio Antonio Santori
- Vescovo Fabrizio Gallo